# Карагандинская областная универсальная научная библиотека имени Н. В. Гоголя
Карагандинская областная универсальная научная библиотека им. Н.В. Гоголя — главная универсальная библиотека Карагандинской области, расположена в городе Караганде.

## История библиотеки
Становление и развитие Карагандинской областной универсальной научной библиотеки им. Н. В. Гоголя неразрывно связано со строительством и развитием Карагандинского угольного бассейна и города Караганды.
Библиотека была открыта в марте 1934 года и называлась городской. Фонд библиотеки составлял две стопки книг, первым библиотекарем и организатором работы стала Полина Петровна Кривцова.
В 1938 году получила статус областной. Первоначальный фонд библиотеки составлял около 20 тыс.экз. За год библиотека обслуживала 2000 читателей, выдача литературы составляла 30.000 экз. О том, что библиотека успешно выполняла свои функции и во время войны говорится в докладной записке Комитета по делам культурно-просветительных учреждений при СНК КазССР от 1 января 1946 г. «Из областных библиотек республики лучшими являются Карагандинская, Кустанайская, Петропавловская, Семипалатинская, Восточно-Казахстанская и др. За 1945 год Карагандинскую областную библиотеку посетило более 40 тыс. читателей, в читальном зале организовано 15 книжных выставок. Библиотека проводит большую библиографическую работу, оказывает помощь читателям по самообразованию».
С марта 1952 года областная библиотека на основании решения Исполнительного комитета Карагандинского областного Совета депутатов трудящихся стала носить имя писателя Николая Васильевича Гоголя. Приказ по библиотеке гласил «С 1 июля 1952 г. полное название библиотеки Областная библиотека им. Н. В. Гоголя».
Уже в 1952 году фонд библиотеки составлял около 60 тыс. экз. Был большой выбор научной литературы. Читателем нашей библиотеки был крупный ученый А. Л. Чижевский.
В 1969 году с внедрением в практику работы областных библиотек Казахстана нового Устава Областная библиотека стала научной библиотекой универсального профиля. Фонд вырос до 400,0 тыс. изданий по различным отраслям знаний. Библиотека выполняла функции методического центра для библиотек области, депозитария краеведческой литературы и изданий на иностранных языках. На базе библиотеки работали курсы повышения квалификации для библиотекарей области и годичные курсы по подготовке библиотечных кадров.
Сегодня читателей библиотеки обслуживают 12 отделов и секторов: абонемент, читальный зал, информационно- библиографический отдел, отдел краеведения, отдел международной книги, отдел комплектования и обработки, отдел новых технологий, отдел автоматизации, отдел развития библиотек, сектор периодики, сектор Интернет, в том числе: Центр чтения, Центр изучения казахского языка, Американский информационный ресурсный Центр, открытый при поддержке Посольства США в РК.
Ежегодно обслуживается около 25 тыс. читателей. Библиотека хранит свыше 400,0 тыс. изданий по всем отраслям знаний, в том числе на казахском языке — 40,0 тыс. экз. Это книги, авторефераты диссертаций, периодические издания, CD и DVD, пластинки, аудио и видеоматериалы и др. Ежегодная подписка — более 500 наименований печатных и электронных периодических изданий.
В библиотеке выделен фонд редких и ценных книг.

## Здания библиотеки
- В 1934 для обслуживания шахтеров на шахтах имени Кирова, №2 и №18 были организованы передвижные библиотеки. В библиотеке  уже не  хватало  места  для читателей и  для  книжного фонда.   Поэтому библиотеке было выделено помещение в клубе шахты имени Кирова, но большая удаленность от центра  не позволяла обслуживать всех горожан. Затем библиотеку перевели в Новый Город и находилась она в подвале областной клинической больницы на  проспекте Советском.

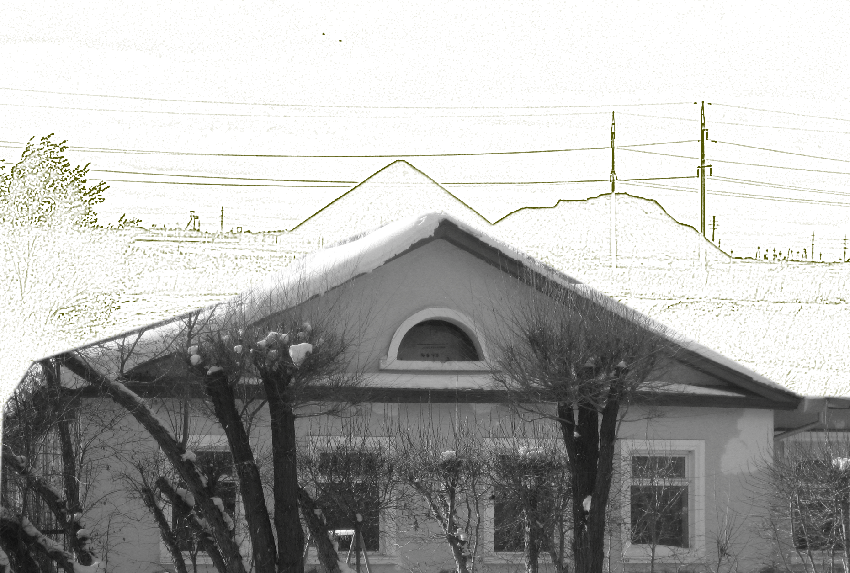

- С марта 1938 года библиотека расположилась в здании по адресу  Большая Михайловка, ул. Некрасова (ныне Музейный переулок), д.4. Она занимала  7 комнат в левом крыле здания общей площадью 323 м². В них расположились абонемент, читальный зал, книгохранилище, методический кабинет, передвижной фонд, кабинет директора и подсобное помещение.
- В 1947 году библиотека переехала в  просторное здание в центре города по  адресу: улица Ленина, 1.
- В апреле 1969 года состоялось торжественное открытие библиотеки по адресу: ул. Кирова, д.44 (ныне улица Саттара Ерубаева (недоступная ссылка)). Здание было предназначено  для ателье мод с  пошивочными цехами, демонстрационным залом. Властями было принято решение о временном размещении   до строительства  нового типового здания библиотеки, которое по генеральному плану  развития Караганды  до 2000 года  должно было строиться на Юго-Востоке. Но и поныне библиотека находится в этом здании.

## Директора библиотеки
С 5 сентября 1944 года заведующей Карагандинской областной библиотекой стала Шишикина Мария Михайловна, работавшая в библиотеке с 10 сентября 1941г. Под её руководством библиотека  после окончания войны в 1947г. переехала в  просторное здание в центре города по  адресу: ул.Ленина, 1.
К услугам читателей были  богатые по тем временам книжные фонды  и полные комплекты периодических изданий.  Обслуживанием были заняты квалифицированные библиотекари. Штат составлял  16 человек. 10 из них имеют специальное образование. Библиотека является важнейшим культурно-досуговым центром шахтерского города, она занимает большое место  в жизни карагандинцев.  Все важнейшие события страны находят отражение на организуемых библиотекой книжных выставках, которые пользуются неизменной популярностью у  посетителей читального зала.
Начиная с 1949г. библиотека   освещает на книжных выставках, в беседах и обзорах тему шахтерского труда.  Этому способствовал Указ Президиума Верховного Совета СССР 1948г. об установлении праздника Дня шахтера. С конца 40-х  годов  создается система каталогов и картотек. Над ними работает  организованный  в декабре 1949г.  отдел комплектования и  обработки. В читальном зале находились систематический и алфавитный каталоги, отражающие фонд всей библиотеки. Большую помощь в обслуживании читателей играла систематическая картотека журнальных и газетных статей. Комплектуется библиотека  новинками литературы в основном центральных издательств, так если  в  1946г. было приобретено 2334экз., то в 1959г. -  10915 экз.  В отдел обработки и комплектования ежедневно прибывали посылки с книгами  из Харькова, Москвы, Ленинграда и других городов страны. С организацией областного библиотечного коллектора библиотека стала комплектоваться централизованно через коллектор.
Кечекмадзе Тина Ивановна назначена на должность директора  25 сентября 1951 года, работавшая в библиотеке с 10 января 1947 года.  Её первые инициативы касаются упорядочения работы областной библиотеки: устанавливается единый выходной день-суббота, были назначены новые заведующие отделами. Новый директор расширяет структуру библиотеки.  С 6 ноября 1951г. в штате библиотеки появляется должность заведующего методическим кабинетом с окладом 850 руб. +80 руб.  хлебной надбавки  и в декабре 1951г. начал действовать методический кабинет. В 1952г.  областная библиотека провела паспортизацию библиотек области.  Впервые  в республике в 1953г. была проведена аттестация библиотечных работников области.       В 1958г. году  в соответствии со штатным расписанием  областных библиотек, утверждённым Министерством культуры КазССР от 17 декабря 1958г.   появляется должность заведующей методическим отделом. 

На базе областной библиотеки  в 1950г. были организованы  на основании Положения о библиотечном ученичестве годичные курсы библиотечного ученичества, для подготовки специалистов среднего звена. На курсы направлялись главным образом представители отдаленных районов области – Шетского, Кувского, Коунрадского, Каркаралинского. Годичные курсы сыграли большую роль в подготовке специалистов  для массовых библиотек области  и функционировали они вплоть до начала 80-х годов.
В эти годы сложились основные направления деятельности библиотеки:
- Пропаганда общественно-политической, технической,  краеведческой и художественной  литературы
- Укрепление отделов библиотеки подготовленными кадрами
- Совершенствование структуры: реорганизация уже существовавших отделов, создание новых
- Становление библиотеки как методического центра библиотек области

В эти годы библиотека  становится крупнейшим книгохранилищем  области. К 1954г.  книжный фонд библиотеки насчитывает 70 тыс. томов. Выписывается большое количество  периодических изданий на казахском и русском языках.  С каждым годом возрастает количество читателей. По итогам 1953г. их насчитывается 4 тыс. человек.  Это – горняки и строители, учителя и врачи, студенты, профессорско-преподавательский состав, партийные, советские и комсомольские работники. Среди читателей библиотеки много интересных людей. В 50-е годы Караганда была местом  жительства многих известных  писателей, поэтов, ученых, отбывших срок в Карлаге. В Караганде жили и творили  ученый А.Л.Чижевский, поэты Н.Заболоцкий и Н.Коржавин,  писатели Ю.Герт, М.Зуев – Ордынец и др. Некоторые из них были  читателями нашей библиотеки и обслуживание их было сопряжено с определенными трудностями.  Так для А.Л. Чижевского выписывалась специальная литература  по межбиблиотечному абонементу  из Москвы, Ленинграда, Алма-Аты и других городов СССР. По особому распоряжению директора библиотеки Т.И.Кечекмадзе ему выдавались книги из спецхрана  отдела КГБ, куда поступали книги,  конфискованные  у заключенных  в 1938-39 годах, и в более поздние времена. Кроме того, читателями библиотеки были известные ученые – доктор медицинских наук, профессор А.М.Свядощ, который в 1954—1967 годах был основателем и первым заведующим кафедры психиатрии на базе Областного психоневрологического диспансера, академик Е.А.Букетов,   заведующий кафедрой мединститута профессор Я.Е. Ламм,  профессор А.Н.Тен,  писатели Ж.Бектуров, Е.Ибрагим, А.Азиев.
С середины 60-х годов   библиотека  переходит к информационному обслуживанию  специалистов народного хозяйства. Так как Караганда является крупным промышленным центром Казахстана, в первую очередь  уделяется внимание работе в помощь промышленному производству.
Начинает  складываться система библиографических рекомендательных указателей. Библиотека издает большими тиражами серии указателей к 40-летию Казахской ССР  «Герои революционной борьбы», «Прошлое и настоящее Карагандинской области», к 50- летию Великой Октябрьской социалистической революции «Знай свой край» и др.
На базе библиотеки проводятся областные семинары не только для библиотечных работников, но для всех работников культуры, в том числе и заведующих районными отделами культуры. 
В апреле 1960г. впервые на производственную практику  приезжают студенты Кокчетавского библиотечного техникума.
В 1966 году    директором библиотеки  была назначена  Князева Юлия Степановна. Это были трудные годы для библиотеки.  Перед  новым директором встала извечная библиотечная проблема: нехватка площадей под книжный фонд, неприспособленность помещения, отсутствие комфорта для читателей и библиотекарей. Благодаря   поддержке местных органов власти   и  в первую очередь Областного управления культуры, которым в те годы руководила С.Ш. Асаинова,  библиотеке временно было выделено новое здание по адресу: Кирова, 44.

## Публикации
- Моос , О. Вечера на бульваре близ Гоголя (недоступная ссылка): 2009 год объявлен ЮНЕСКО Годом великого русского писателя / О. Моос  // Индустриальная Караганда. - 2009. - 31 марта (№ 34). -  С. 1, 4
- Рыжков, В. Американские уроки / В. Рыжков // Казахстанская правда. - 2001. - 21 апреля
- Қарағандыдағы алғашқы кітапхана: тарих беттерінен: 1934-2009 / Құраст. - Пак В.И. - Қарағанды: "Гласир", 2009.-248 б. = Первая библиотека Караганды: страницы истории: 1934-2009 / Сост. - Пак В.И. - Караганда: "Гласир", 2009.-248 с.